# Liste der denkmalgeschützten Objekte in Helpfau-Uttendorf
Die Liste der denkmalgeschützten Objekte in Helpfau-Uttendorf enthält die 12 denkmalgeschützten, unbeweglichen Objekte der Gemeinde Helpfau-Uttendorf im Bezirk Braunau am Inn.

## Denkmäler
| Foto  |                 | Denkmal                                                                                     | Standort                                     | Beschreibung | Metadaten |
| ----- | --------------- | ------------------------------------------------------------------------------------------- | -------------------------------------------- | --- | --- |
| ja    | Datei hochladen | Wohnhaus, ehem. Pfarrhof HERIS-ID: 12185 Objekt-ID: 8320                                    | Helpfau 8 Standort KG: Helpfau               | | BDA-Hist.: Q38124026 Status: Bescheid Stand der BDA-Liste: 2025-06-30 Name: Wohnhaus, ehem. Pfarrhof GstNr.: 206                                                           |
| ja BW | Datei hochladen | Kath. Pfarrkirche hl. Stephan und Friedhof HERIS-ID: 41094 Objekt-ID: 41527                 | Helpfau 19 Standort KG: Helpfau              | Der ursprünglich gotische Bau wurde zwischen 1724 und 1735 abgerissen und durch einen barocken Neubau, errichtet von Johann Baptist Canta, ersetzt. 1775 brannte die Kirche ab, wurde aber bald mit Hilfe des Baumeisters Franz Anton Glonner wieder aufgebaut (Fertigstellung 1779). 1891 erfolgte eine Renovierung der Fresken durch Carl Gesch. Eine Innenrestaurierung fand 1991/1992 statt. | BDA-Hist.: Q26696003 Status: § 2a Stand der BDA-Liste: 2025-06-30 Name: Kath. Pfarrkirche hl. Stephan und Friedhof GstNr.: .11, 108, 97/5 Pfarrkirche hl. Stephan, Helpfau |
| ja BW | Datei hochladen | Kath. Filialkirche St. Florian und Friedhof HERIS-ID: 52569 Objekt-ID: 59735                | Sankt Florian 1 Standort KG: Helpfau         | Seit Mitte des 14. Jahrhunderts ist hier eine Wallfahrt bezeugt. 1403 wurde der von den Baumeistern Konrad und Oswald Pürkhel errichtete gotische Kirchenbau eingeweiht. Eine Barockisierung fand nach 1670 statt. 1725 wurde der Stuck im Stil des Frührokoko aufgesetzt und die Deckenfresken entstanden. 1883 wurde der Turm auf die heutige Größe erhöht. Innenrenovierungen fanden 1968–1972 und 1980 statt. Auf dem Friedhof sind die Kriegstoten aus dem Lazarett von Uttendorf bestattet. 1951 wurde ein Gedenkmal in Form einer gotischen Friedhofsleuchte geschaffen. | BDA-Hist.: Q23541656 Status: § 2a Stand der BDA-Liste: 2025-06-30 Name: Kath. Filialkirche St. Florian und Friedhof GstNr.: .88, 2307                                      |
| ja    | Datei hochladen | Hl. Kreuz-Kapelle im Wieshof HERIS-ID: 84477 Objekt-ID: 98578                               | gegenüber Schulstraße 1 Standort KG: Helpfau | | BDA-Hist.: Q38183081 Status: § 2a Stand der BDA-Liste: 2025-06-30 Name: Hl. Kreuz-Kapelle im Wieshof GstNr.: 1565                                                          |
| ja    | Datei hochladen | Kreuzweg HERIS-ID: 37982 Objekt-ID: 37456                                                   | westlich Uttendorf 76 Standort KG: Kager     | 1848 wurde ein Fußweg mit den fünf Stationen des Schmerzhaften Rosenkranzes zur Schlosskirche angelegt; die Bilder stammen von dem Mauerkirchener Maler Anton Scherfler, sie wurden 1951 erneuert. Der Weg wurde 2009 saniert. | BDA-Hist.: Q37978243 Status: Bescheid Stand der BDA-Liste: 2025-06-30 Name: Kreuzweg GstNr.: 1663/1                                                                        |
| ja    | Datei hochladen | Ehem. Schlosskapelle Mariae Himmelfahrt HERIS-ID: 84396 Objekt-ID: 98489                    | Schlossberg Standort KG: Kager               | 1298 wurde diese Kapelle als Teil der Burg Uttendorf durch den Passauer Bischof Bernhard von Prambach geweiht. Der Nachfolgebau wurde 1389 zu Ehren der Unbefleckten Empfängnis. 1713 wurde die Kapelle erneuert. Die Burg wurde 1761 abgetragen. Der Kapellenturm wurde 1877 erneuert und die Kirche vom Linzer Bischof Franz Rudigier neu geweiht. Die letzte Generalsanierung fand 2009 statt. | BDA-Hist.: Q38182846 Status: § 2a Stand der BDA-Liste: 2025-06-30 Name: Ehem. Schlosskapelle Mariae Himmelfahrt GstNr.: .99                                                |
| ja    | Datei hochladen | Hügelgräbergruppe Heitzing-Reith HERIS-ID: 112184 Objekt-ID: 130253                         | Flur Siedelberg Standort KG: Kager           | Anmerkung: Die Koordinaten beziehen sich auf GSt. Nr. 1515/5 / Grenze zu 1513 | BDA-Hist.: Q37829229 Status: Bescheid Stand der BDA-Liste: 2025-06-30 Name: Hügelgräbergruppe Heitzing-Reith GstNr.: 924, 925, 972, 1513, 1515/5                           |
| ja    | Datei hochladen | Kath. Pfarrkirche hll. Peter und Paul sowie ehem. Friedhof HERIS-ID: 52648 Objekt-ID: 60037 | Uttendorf 1a Standort KG: Uttendorf          | Die erste hier befindliche Kapelle wurde 1382 vom Passauer Weihbischof Simon von Castoria geweiht. Die Kirche wurde 1652 erweitert und nochmals 1770 bis 1780 unter dem Baumeister Franz Anton Glonner. 1835 stürzten der Turm und ein Teil des Gewölbes wegen eines Marktbrandes ein. Beim Wiederaufbau wurde das Gewölbe schmucklos instand gesetzt. Innenrenovierungen fanden 1950 und 1985 statt, Außenrenovierungen 1965/66 und 1990. | BDA-Hist.: Q38053170 Status: § 2a Stand der BDA-Liste: 2025-06-30 Name: Kath. Pfarrkirche hll. Peter und Paul sowie ehem. Friedhof GstNr.: .116, 29 Marktkirche Uttendorf  |
| ja    | Datei hochladen | Pfarrhof und Gartenmauer HERIS-ID: 84375 Objekt-ID: 98468                                   | Uttendorf 1 Standort KG: Uttendorf           | Der Pfarrhof wurde 2003 äußerlich renoviert und optisch dem Pfarrzentrum angeglichen. Am 27. Juli 2003 wurde das Gebäude durch den Linzer Bischof Maximilian Aichern eingeweiht. | BDA-Hist.: Q38182756 Status: § 2a Stand der BDA-Liste: 2025-06-30 Name: Pfarrhof und Gartenmauer GstNr.: .92/1                                                             |
| ja    | Datei hochladen | Braugasthof Vitzthum HERIS-ID: 38764 Objekt-ID: 38362                                       | Uttendorf 25 Standort KG: Uttendorf          | Die Brauerei Vitzthum ist eine der Überlieferung nach im Jahr 1600 gegründete Bierbrauerei mit einer zugehörigen Gaststätte. Erster bekannter Besitzer war Mathias Finsterbauer im Jahr 1700. | BDA-Hist.: Q37983764 Status: Bescheid Stand der BDA-Liste: 2025-06-30 Name: Braugasthof Vitzthum GstNr.: .25/1                                                             |
| ja    | Datei hochladen | Ehem. Gasthof Goldener Stern HERIS-ID: 38765 Objekt-ID: 38363                               | Uttendorf 70 Standort KG: Uttendorf          | | BDA-Hist.: Q37983778 Status: Bescheid Stand der BDA-Liste: 2025-06-30 Name: Ehem. Gasthof Goldener Stern GstNr.: .105/1                                                    |
| ja    | Datei hochladen | Pfarrheim HERIS-ID: 84385 Objekt-ID: 98478                                                  | Uttendorf 91 Standort KG: Uttendorf          | Ab dem Jahr 2000 wurde die ehemalige Volksschule zu einem Pfarrzentrum umgebaut. Es entstanden Räumlichkeiten für verschiedene katholische Organisationen, für einen Pfarrsaal und auch für eine öffentliche Bibliothek. | BDA-Hist.: Q38182804 Status: § 2a Stand der BDA-Liste: 2025-06-30 Name: Pfarrheim GstNr.: .92/2                                                                            |